# Tenayuca

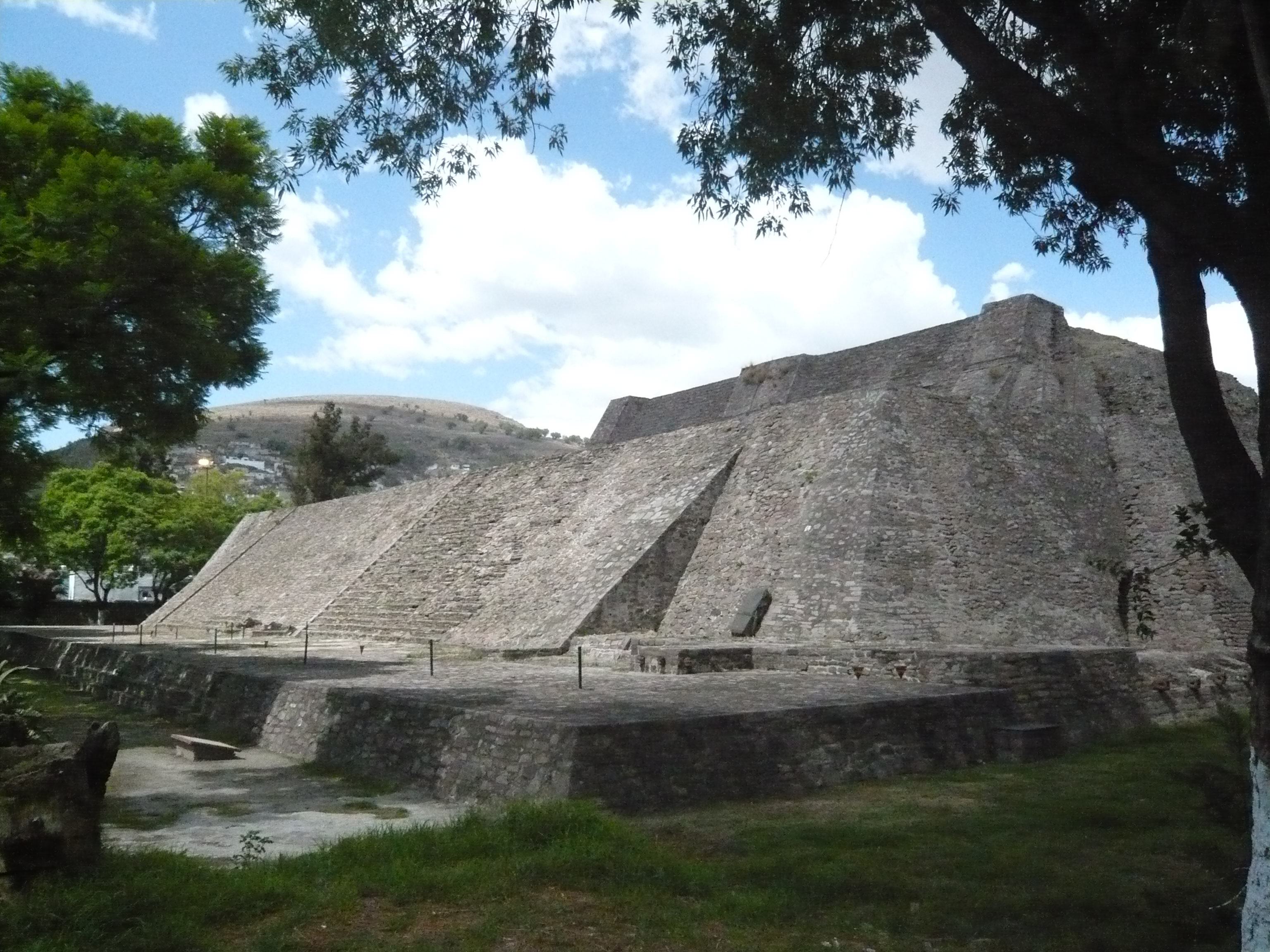
De azteekse piramide van Tenayuca

Tenayuca is een precolumbiaanse Meso-Amerikaanse archeologische site in de Vallei van Mexico. In de postklassieke periode van de Meso-Amerikaanse chronologie was Tenayuca een vestigingsplaats aan de voormalige kustlijn van de westelijke arm van het Texcocomeer. het bevond zich ongeveer 10 kilometer ten noordwesten van Tenochtitlan, het hart van het huidige Mexico City.
Tenayuca zou de oudste hoofdstad zijn van de Chichimeken, nomadische stammen die wegtrokken en zich in de Vallei van Mexico vestigden, waar ze hun eigen koninkrijken vormden.

## Etymologie
Tenayuca betekent in het Nahuatl 'ommuurde plaats'.

## Locatie

Locatie van Tenayuca in de Vallei van Mexico.

De piramide van Tenayuca bevindt zich in San Bartolo Tenayuca in Tlanepantla de Baz in de staat Mexico. het valt binnen de uitbreiding van de Agglomeratie Mexico-Stad.

## Geschiedenis

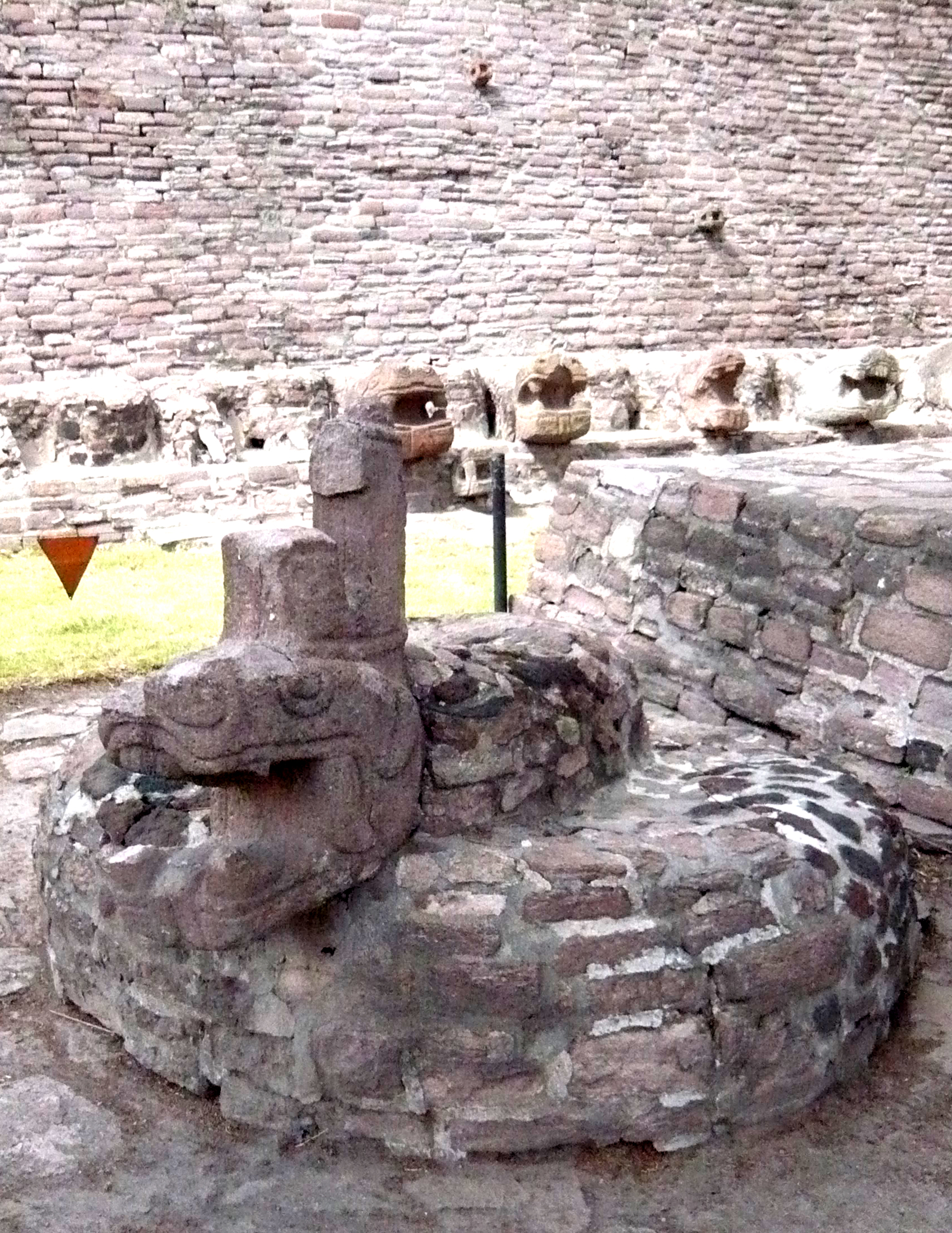
Xiuhcoatl beeld in Tenayuca, Azteekse periode.

Volgens een historiografische traditie zou Tenayuca gesticht zijn rond 1224 door Xolotl, een semi-legendarische heerser van een Chichimeekse stam, die zich vestigde in de Vallei van Mexico na de val van het Tolteekse rijk dat zich vanuit Tula had uitgebreid.
Xolotl werd opgevolgd door Nopaltzin. Diens zoon, Tlotzin, werd daarna heer van Tenayuca. Na Nopaltzins overlijden, bracht zijn opvolger Quinatzin de zetel over naar Texcoco, waardoor Tenayuca een tweede plaats ging innemen.
Archeologische vondsten geven echter aan dat de site al in de klassieke periode bewoond was, lang vóór dit stichtingsverhaal. De bevolking nam toe in de vroege postklassieke periode en nam verder toe na de val van Tula, toen Tenayuca een belangrijke regionale macht werd.
In de late 13e eeuw verbond Tochintecuhtli, de heer van Tenayuca, zich met Huetzin, heer van de Acolhua's van Coatlichán. Hun verbond domineerde de Vallei van Mexico en strekte zich in het noordoosten uit tot Tulancingo. Midden 14e eeuw werd Tenayuca veroverd door het nabijgelegen Azcapotzalco. Rond 1434 veroverde Tenochtitlan de stad, waarmee het in het Azteekse rijk werd opgenomen. 
Ten tijde van de Spaanse verovering was Tenayuca nog bezet door de Azteken en er werd in 1520 gestreden. De conquistador Bernal Díaz del Castillo noemde Tenayuca de 'stad van de slangen'.
De site werd verlaten en in 1925 herontdekt tijdens opgravingen door Mexicaanse archeologen.

## Beschrijving

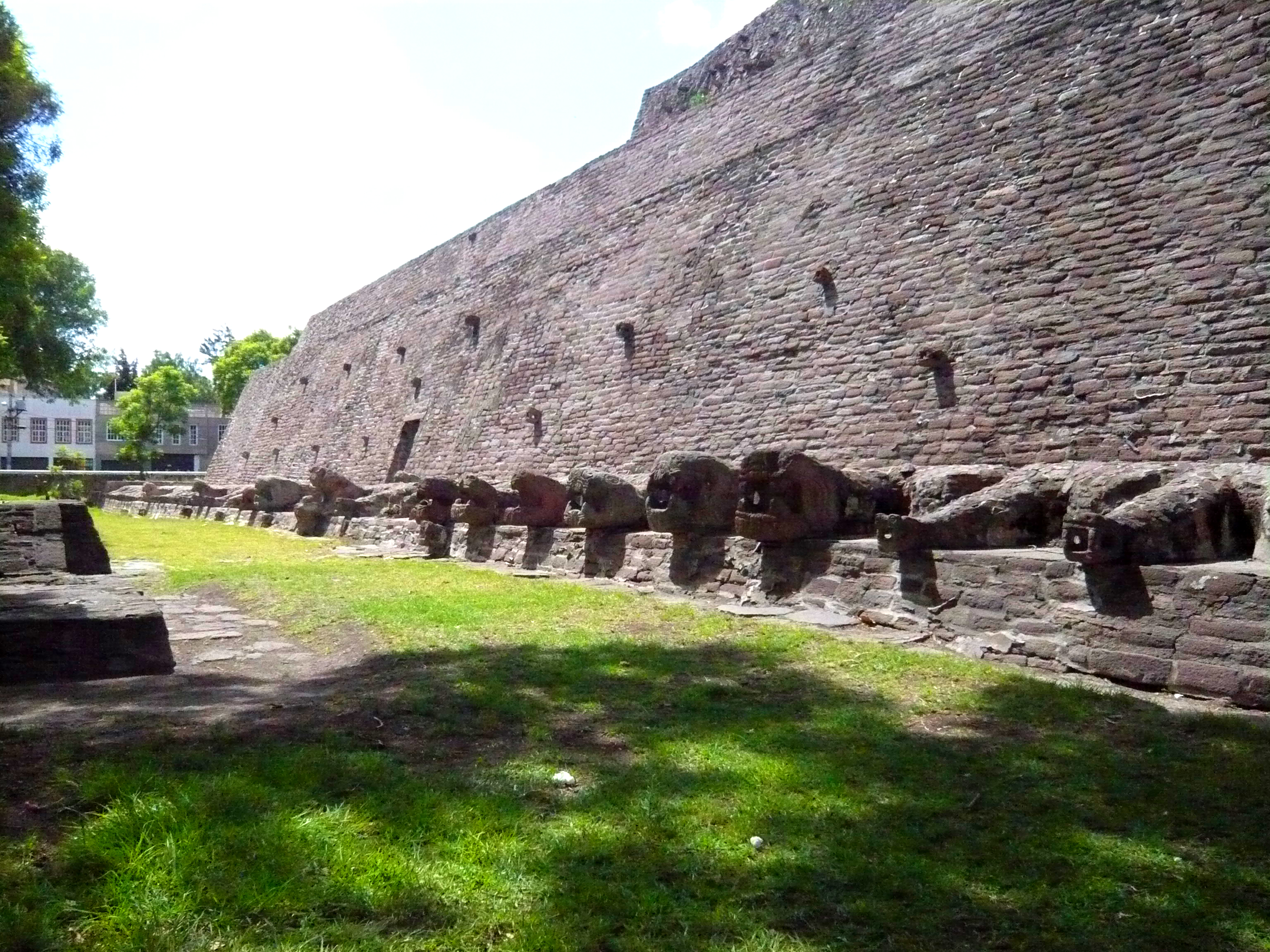
De basis van de Azteekse piramide van Tenayuca, met een rij beelden van ratelslangen, bekend als coatepantli (muur van slangen).

De site bestaat uit een massief piramidaal platform met een dubbele trap aan de westzijde, die voerde naar de voormalige tweeling tempels van Tlaloc en Huitzilopochtli. De tempel van Tlaloc nam de noordzijde van de piramide in beslag en de tempel van Huitzilopochtli de zuidzijde. Ten zuiden van de trap op de grond is een platform met beelden van gekruiste beenderen en schedels.
Zoals in veel Meso-Amerikaanse tempels waren verschillende constructiefasen over elkaar heen gebouwd. In Tenayuca groeide het complex door zes fasen, maar bleef de basisvorm behouden. De originele dubbele piramide werd vijf maal vergroot, de eerste keer waarschijnlijk in 1299 en vervolgens om de 52 jaar. De laatste fase dateert waarschijnlijk van 1507 en meet 62 bij 50 meter. Azteekse invloed is aantoonbaar vanaf de derde fase in 1351. In eerdere fasen stonden de muren verticaal.
De basis van de piramide is omgeven door een coatepantli (muur van slangen), een laag platform met stenen beelden van slangen, ooit met pleister bedekt en in verschillende kleuren beschilderd.
Aan de noord- en zuidzijde van de piramide zijn twee beelden van slangen (xiuhcoatl, vuurslang). Alle beelden van slangen rond de piramide hielden verband met vuur- en zonneverering.
Op 200 meter afstand van de piramide zijn de overblijfselen van een mogelijk residentieel complex (Tenayuca II).
De piramide van Tenayuca valt onder het Instituto Nacional de Antropología e Historia en is voor het publiek toegankelijk.

## Galerij

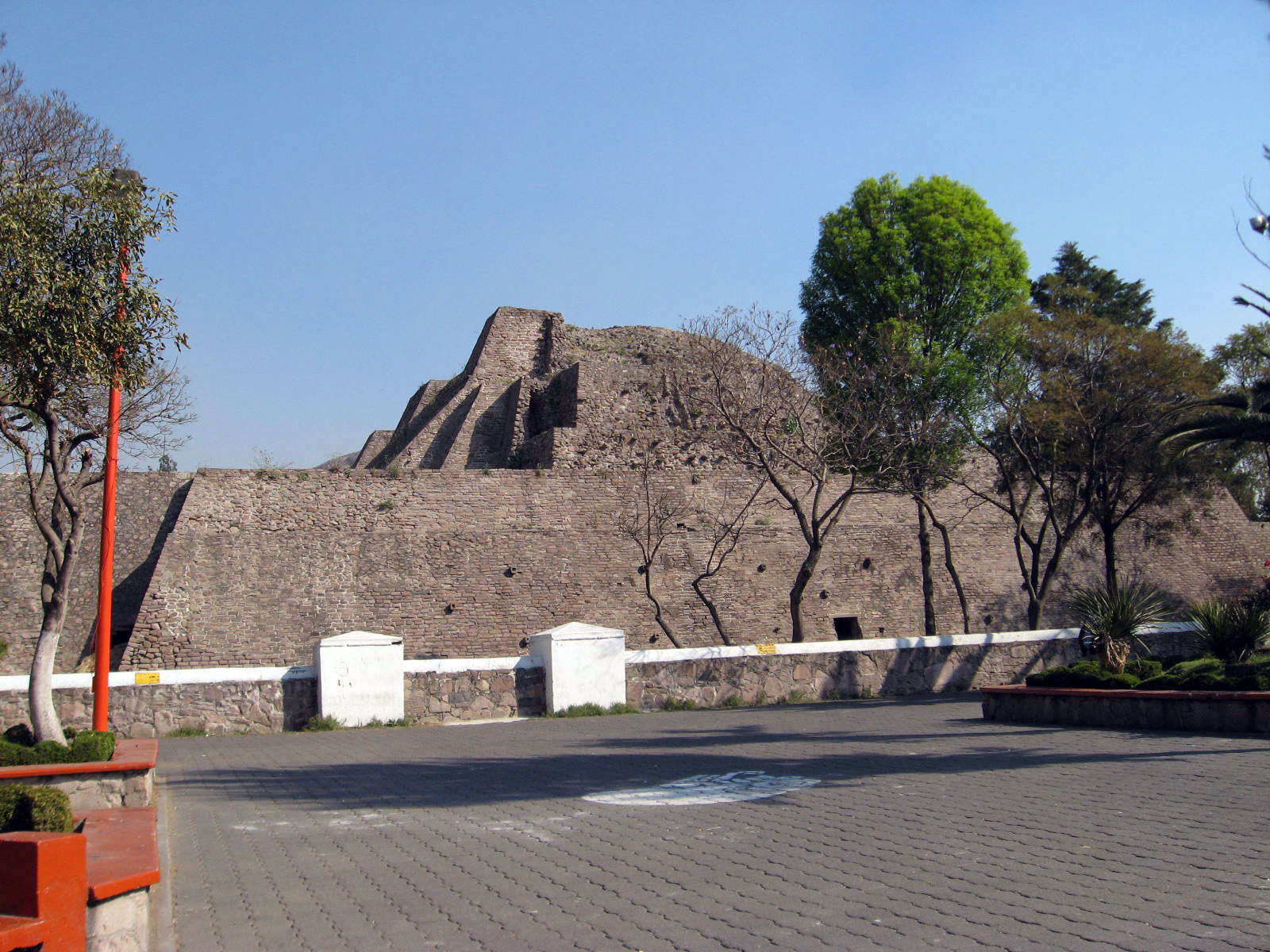
Noordzijde van de piramide
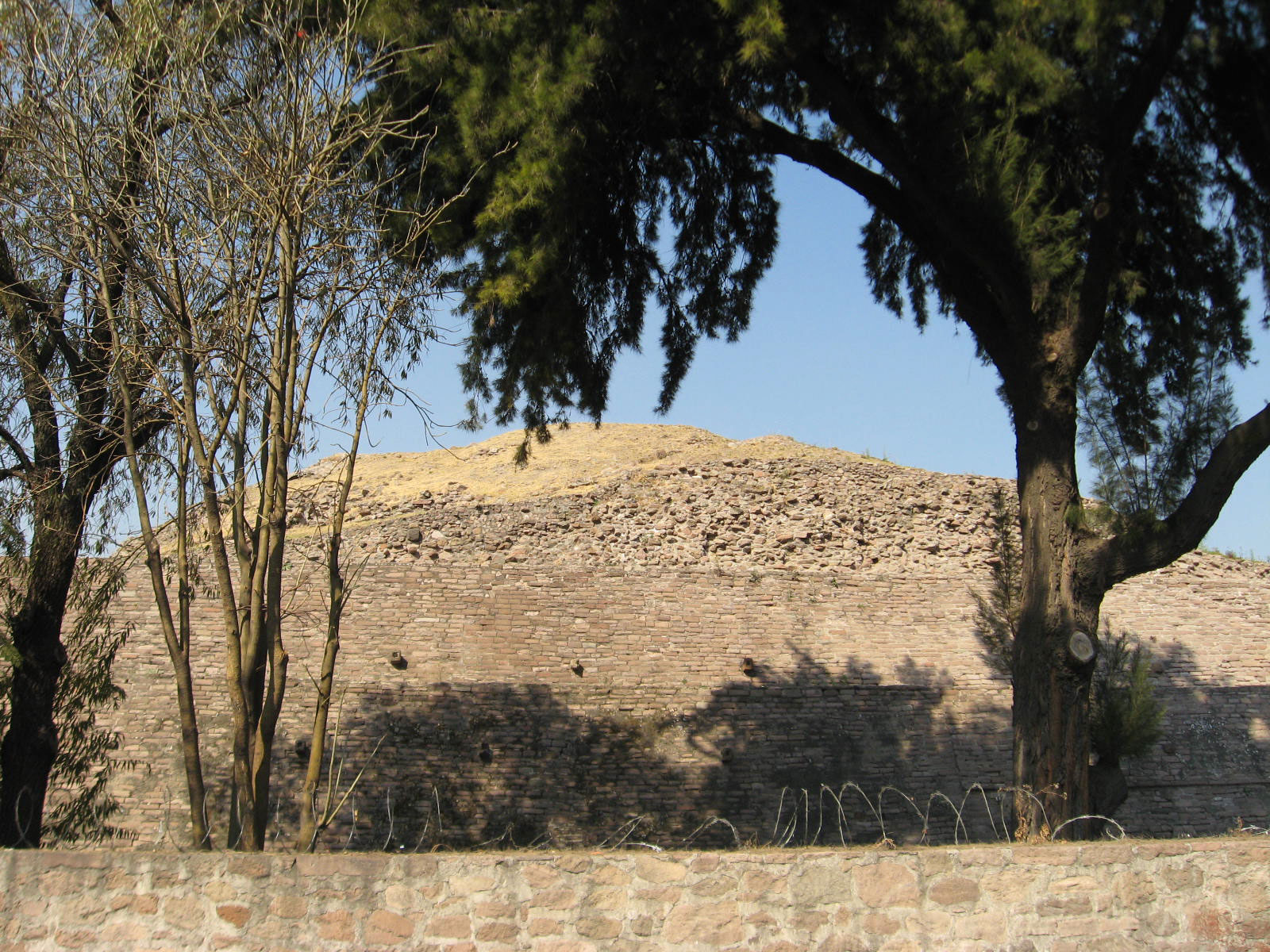
Oostzijde van de piramide
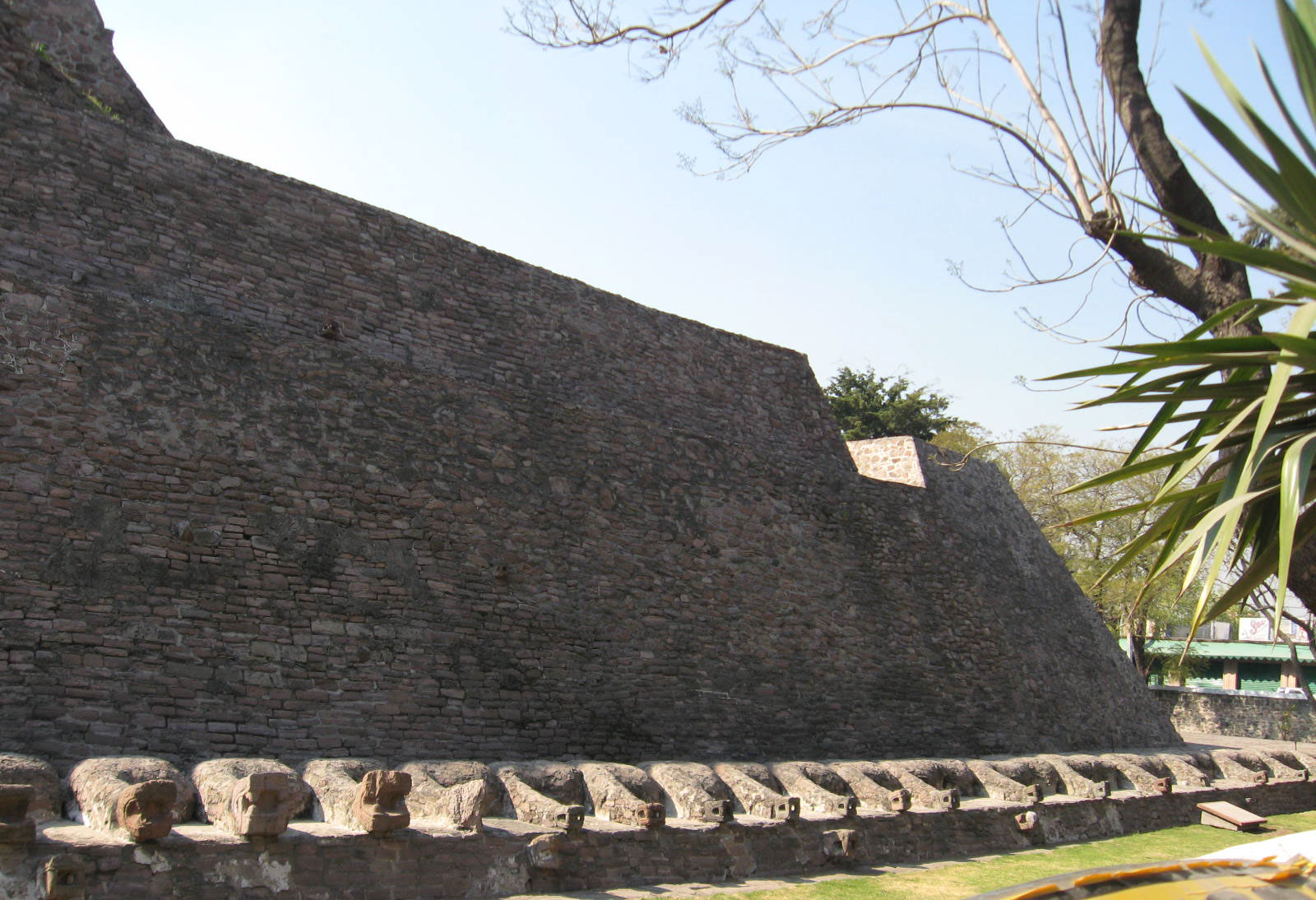
Deel van de slangenmuur of coatepantli aan de noordwestzijde van de piramide
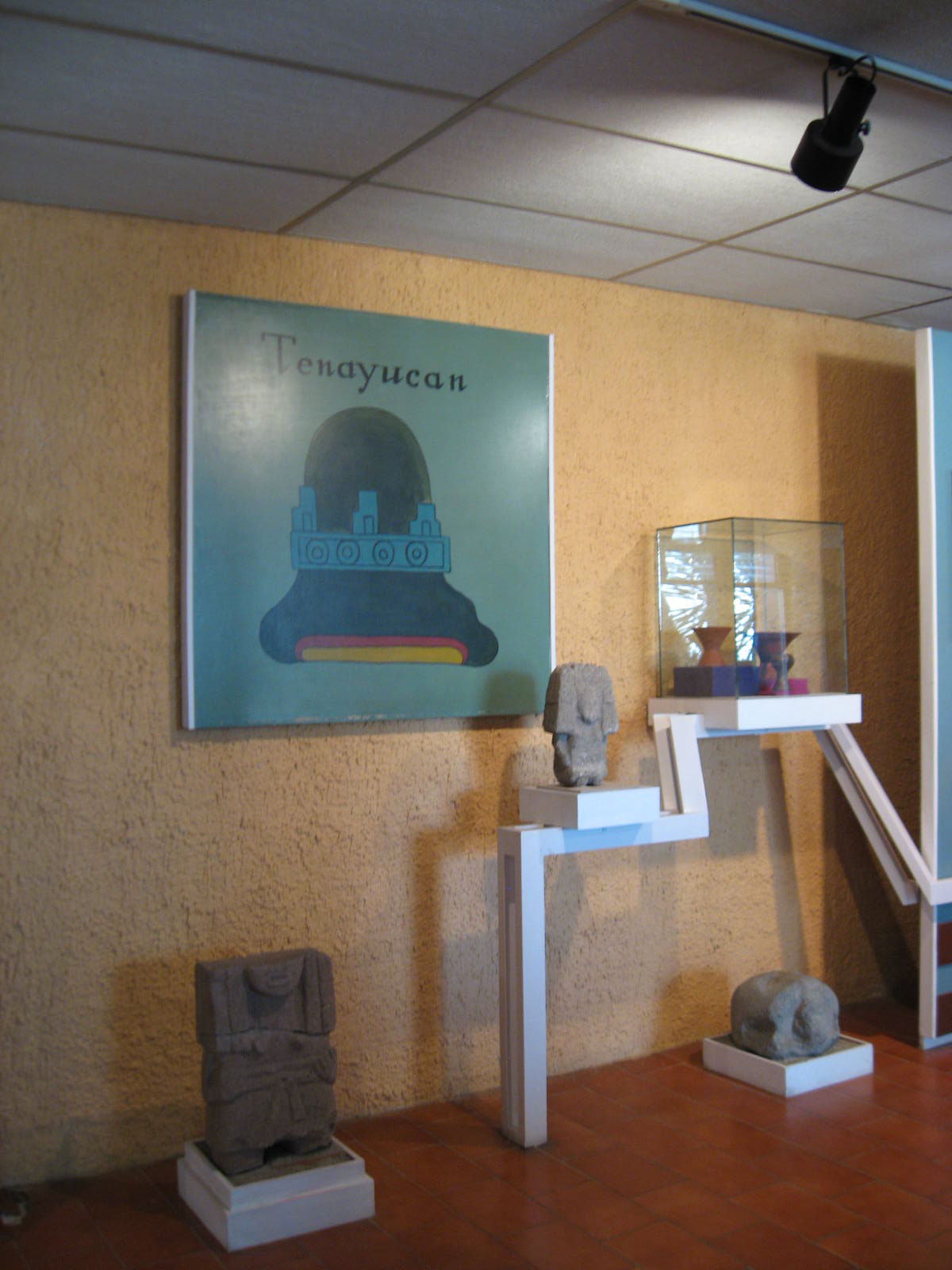
Vestigingsglief in het museum
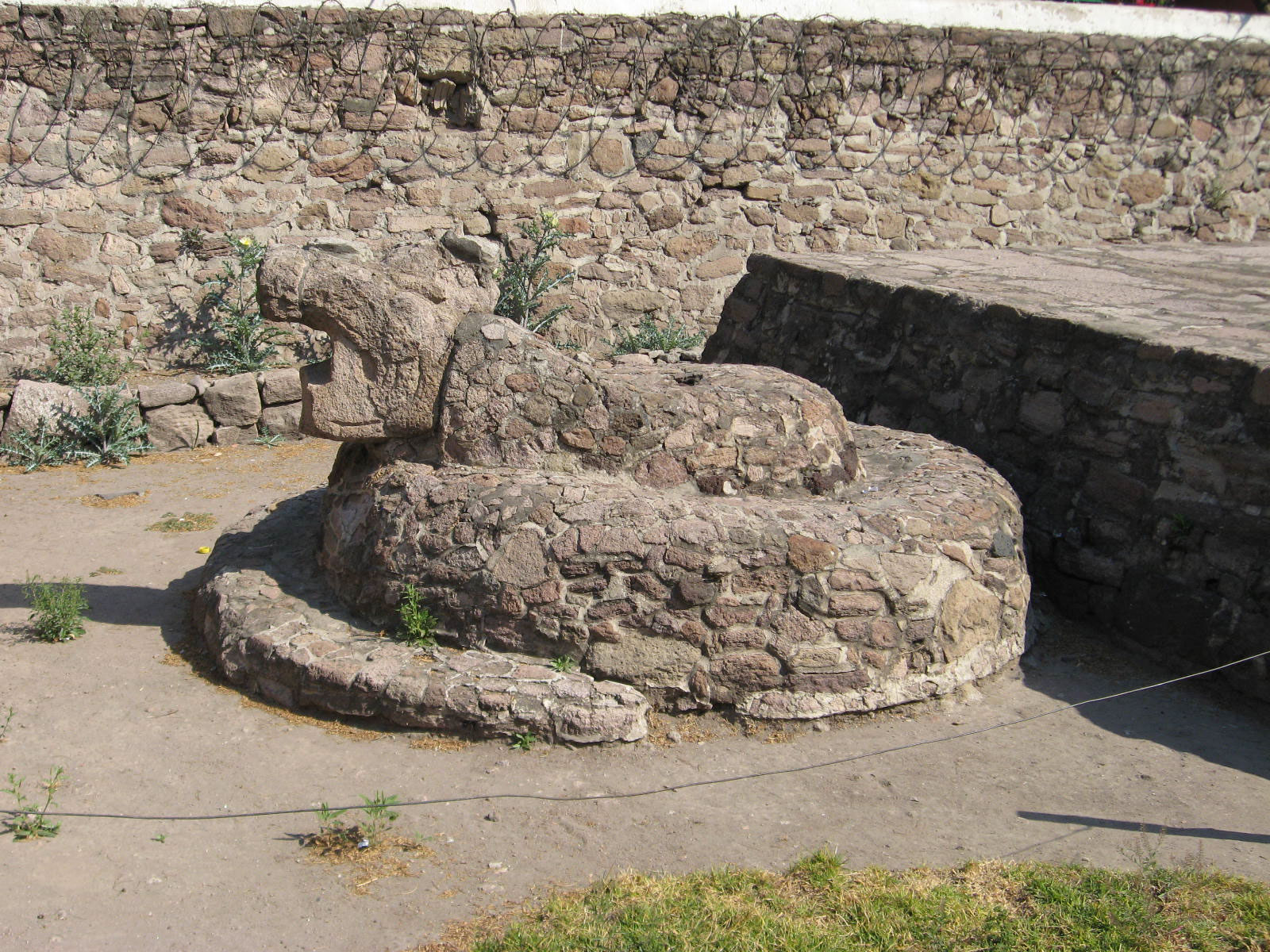
Slangensculptuur bij het noordelijke altaar
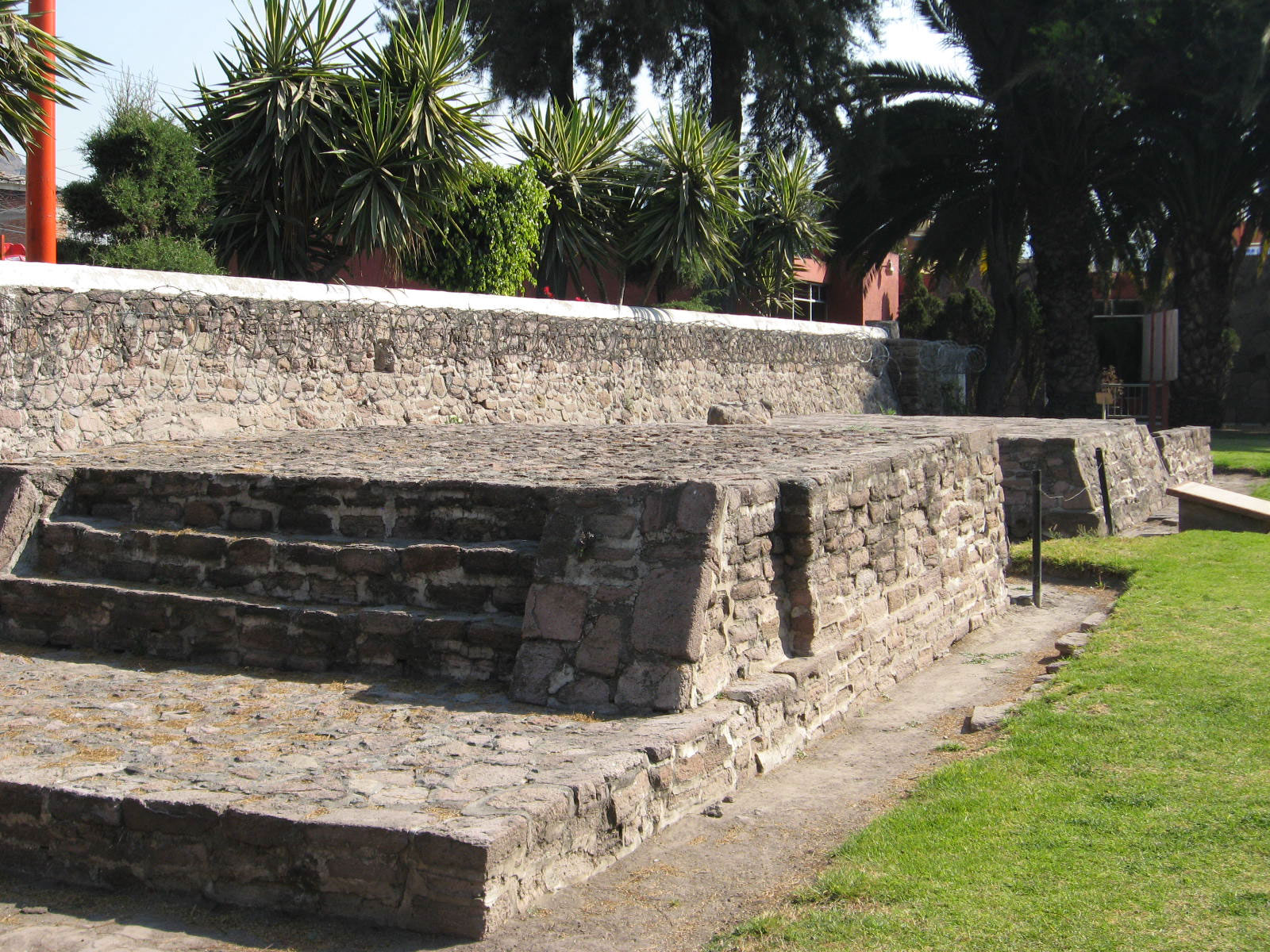
Noordelijk altaar naast de piramide. Het slangensculptuur bevindt zich tussen de twee platforms in
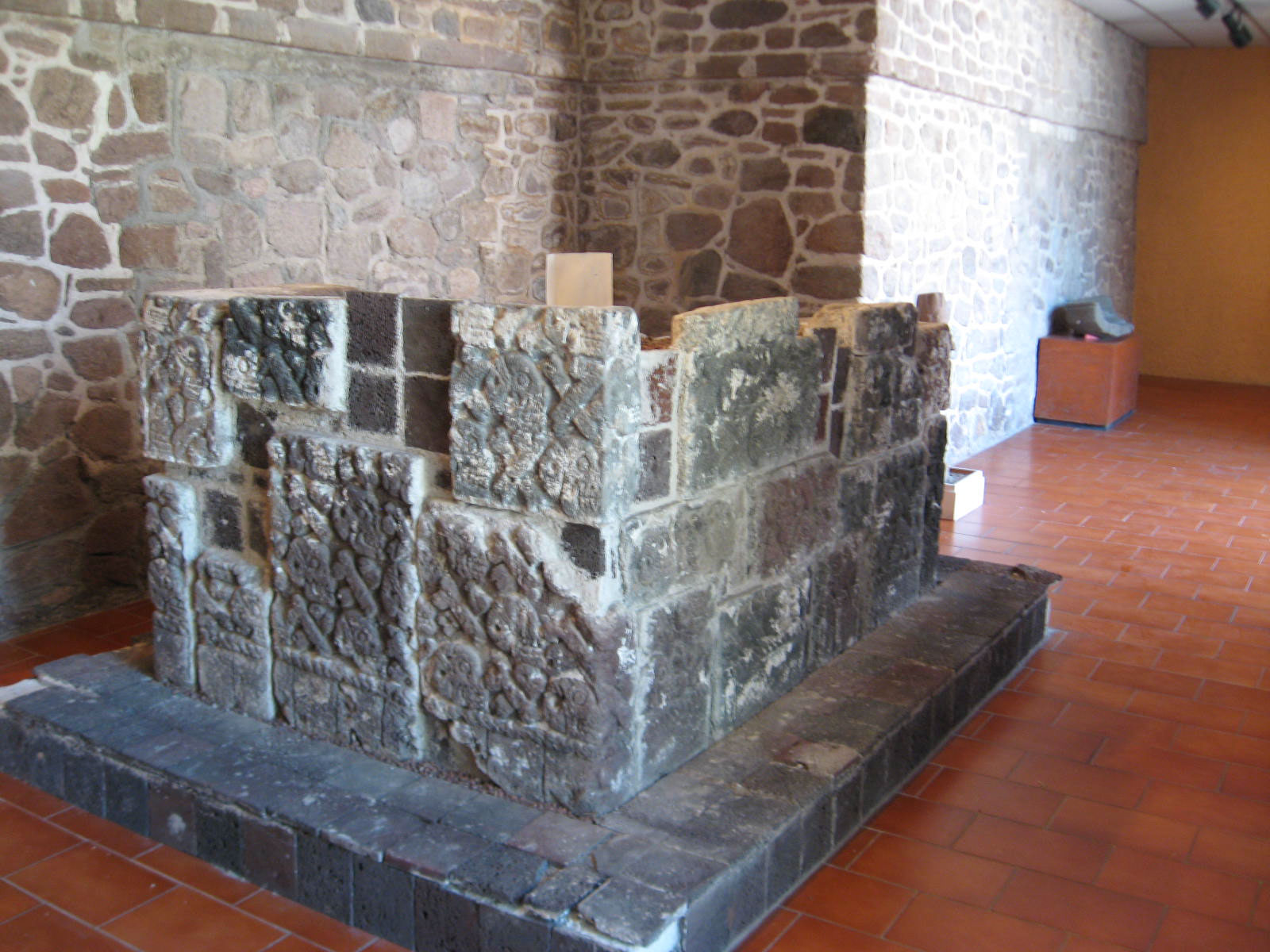
Dit altaar, versierd met schedels en gekruiste beenderen, werd ontdekt aan de basis van de piramide samen met fragmenten van menselijke beenderen
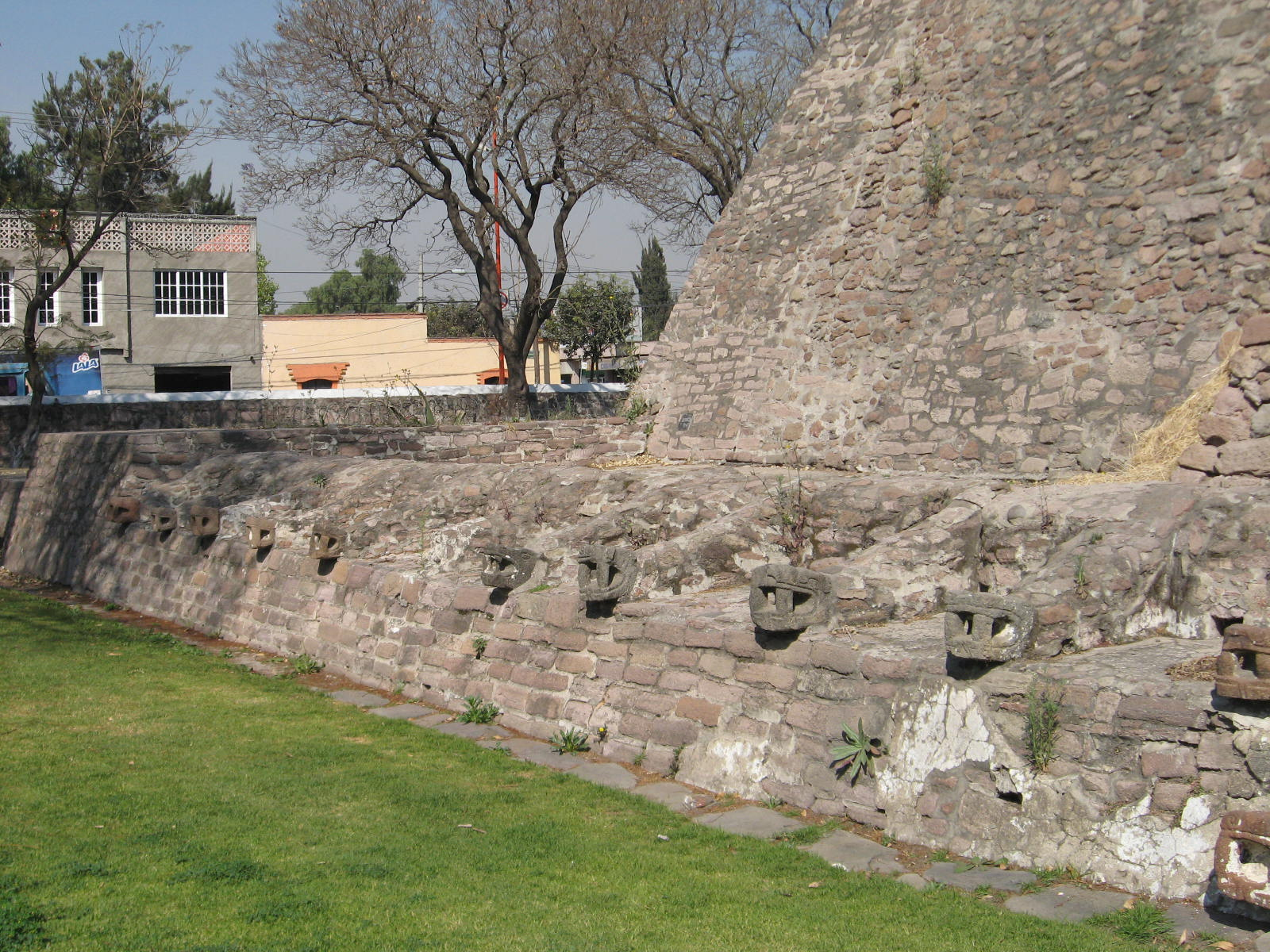
Zuidwestelijk deel van de coatepantli
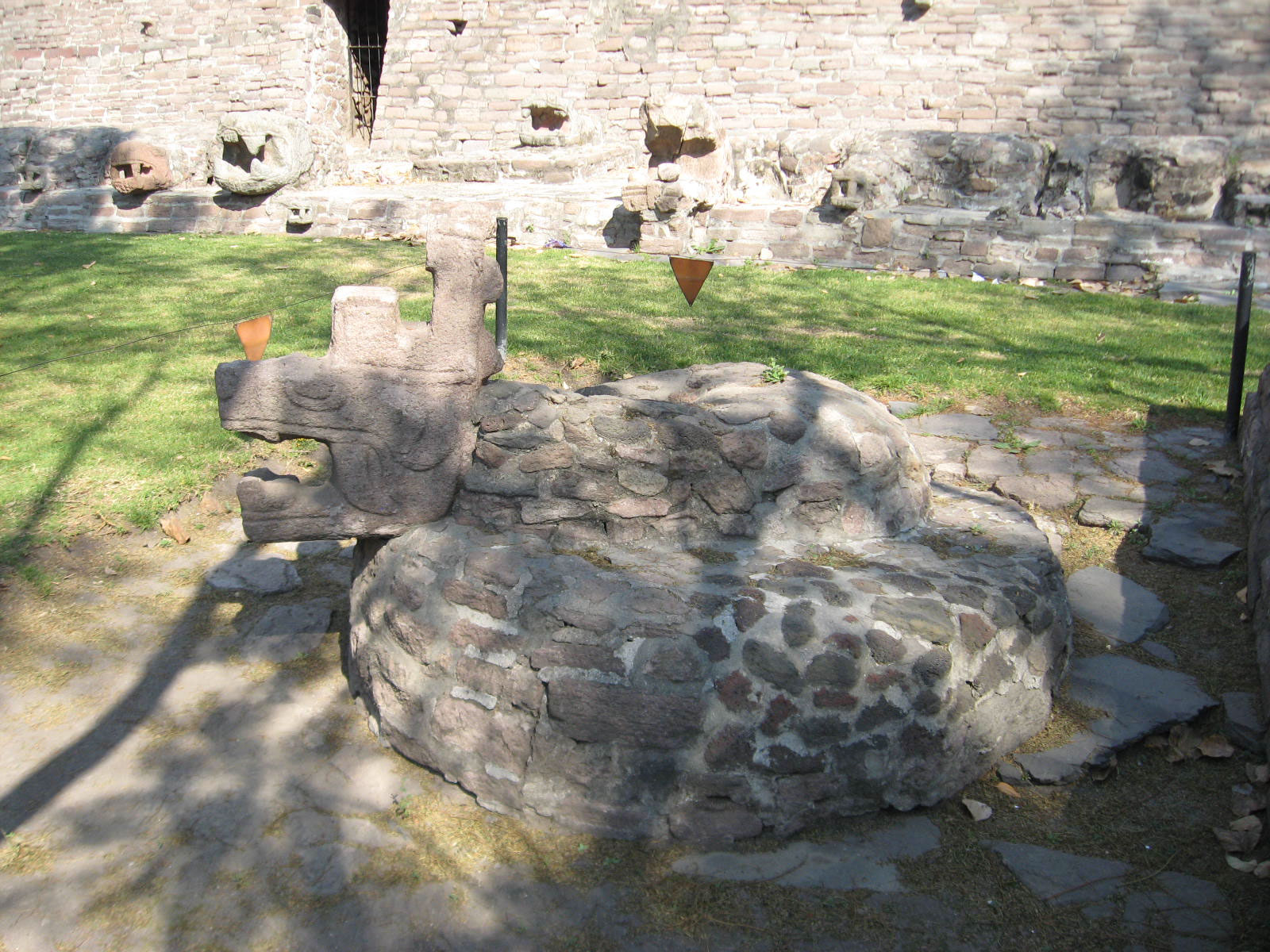
Slangensculptuur aan de zuidzijde van de piramide